# جو نولان
جو نولان هو لاعب هوكي الجليد كندي، ولد في 21 مارس 1929 في سو ساينت ماري في كندا، وتوفي في 29 سبتمبر 1986.

## وصلات خارجية
- جو نولان على موقع HockeyDB.com (الإنجليزية)